# Cerithium buzzurroi
Cerithium buzzurroi is een slakkensoort uit de familie van de Cerithiidae. De wetenschappelijke naam van de soort is voor het eerst geldig gepubliceerd in 2005 door Cecalupo.